# Koninkrijk Mpemba Kasi
Het Koninkrijk Mpemba Kasi was de traditionele naam van een groot Bantoe-koninkrijk, dat het noordelijkste gebied vormde van de Geconfedereerde Staten van Mpemba en ten zuiden lag van het Koninkrijk Mbata. Rond 1375 n.Chr. fuseerde het met Mbata om samen het Koninkrijk Kongo te vormen.
In de orale tradities van Kongo wordt Mpemba Kasi beschouwd als de "Moeder van Kongo", vanwege haar rol in de stichting van het koninkrijk.
Hoewel Kasi werd beschreven als een uitgestrekt gebied, wordt het niet beschouwd als een bijzonder machtige staat. Volgens mondelinge overlevering was de laatste heerser van Mpemba Kasi een man genaamd Nimi a Nzima.
Koninkrijk Kongo ·
Koninkrijk Kakongo ·
Koninkrijk Soyo ·
Koninkrijk Loango ·
Sultanaat Utetera · 
Koninkrijk Yeke · 
Koninkrijk Boma · 
Mwene Muji · 
Lunda-rijk · 
Koninkrijk Kuba ·
Luba-rijk ·
Koninkrijk Kanyok ·
Koninkrijk Kalundwe ·
Koninkrijk Chokwe ·
Koninkrijk Teke ·
Koninkrijk Lele ·
Koninkrijk Suku ·
Koninkrijk Yaka ·
Koninkrijk Azende ·
Koninkrijk Mbunda ·
Koninkrijk Ngoyo ·
Koninkrijk Mbuun ·
Koninkrijk Bozanga ·
Koninkrijk Pende ·
Ngbandi staten ·
Nsapo-staten ·
Mongo-staten ·
Koninkrijk Vungu ·
Koninkrijk Ndongo ·
Geconfedereerde Staten van Mpemba ·
Zeven koninkrijken van Kongo dia Nlaza ·
Koninkrijk Mpemba Kasi ·
Koninkrijk Vunda ·
Koninkrijk Mbata ·
Koninkrijk Mpangala ·
Koninkrijk Nsundi ·
Koninkrijk Mpangu ·
Koninkrijk Kundi ·
Koninkrijk Okanga ·
Koninkrijk Matamba ·
Koninkrijk Kasanje ·
Stamstaat Mbwila